# Babar: Az elefántok királya
A Babar: Az elefántok királya (eredeti cím: Babar, King of the Elephants) 1999-ben bemutatott kanadai–francia–német 2D-s számítógépes animációs film, amely Jean és Laurent de Brunhoff meséje alapján készült.

## Szereplők
| Szereplő                      | Eredeti hang         | Magyar hang                  |
| ----------------------------- | -------------------- | ---------------------------- |
| Babar király                  | Dan Lett             | Selmeczi Roland              |
| Fiatal Babar                  | Kristin Fairlie      | Bíró Attila Előd Álmos       |
| Szelestína királynő (Celeste) | Janet Laine Green    | Vadász Bea                   |
| Fiatal Szelestína (Celeste)   | Jennifer Martini     | Mánya Zsófi                  |
| Artúr bácsi (Arthur)          | Amos Crawley         | Glósz Viktor                 |
| Fiatal Artúr (Arthur)         | Kyle Fairlie         | Czető Roland                 |
| Adorján (Alexander)           | Kyle Fairlie         | ?                            |
| Zefír (Zephyr)                | Philip Williams      | Szokol Péter                 |
| Madame                        | Elizabeth Hanna      | Kassai Ilona                 |
| Cornéliusz (Cornelius)        | Chris Wiggins        | Konrád Antal                 |
| Flóra (Flora)                 | Kristen Bone         | ?                            |
| Palika (Pom)                  | Cody Jones           | ?                            |
| Retexisz (Rataxes)            | Allen Stewart Coates | Kristóf Tibor                |
| Marabu                        | Wayne Robson         | Versényi László              |
| Üzletvezető                   | Wayne Robson         | Bardóczy Attila              |
| Babar mamája                  | Ellen Ray Hennessy   | Náray Erika                  |
| Balszerence                   | Ellen Ray Hennessy   | Némedi Mari                  |
| Szelesztína anyja             | Ellen Ray Hennessy   | Némedi Mari                  |
| Liftes fiú                    | Paul Haddad          | Seszták Szabolcs             |
| Szabó                         | Paul Haddad          | Izsóf Vilmos                 |
| Pamir tábornok                | N/A                  | Both András                  |
| Elefánt orvos                 | N/A                  | Cs. Németh Lajos             |
| Borbély                       | N/A                  | Pálfai Péter                 |
| Elefántok                     | N/A                  | Orosz István Wohlmuth István |

## Filmzene
| Magyar                | Magyar                                    | Angol                | Angol                                                            |
| Dal                   | Előadó                                    | Dal                  | Előadó                                                           |
| --------------------- | ----------------------------------------- | -------------------- | ---------------------------------------------------------------- |
| A legszebb kincs      | Ferencz Orsolya Wittmann Tímea            | Find Your Way        | Lis Soderberg                                                    |
| Én már nagyfiú vagyok | Göndör Ádám Bence Tóth Tamás Kassai Ilona | Take Good Care of Me |                                                                  |
| Retexisz              | Tóth Tamás                                | Rataxes              | Carl Lenox Tim Thorney Tom Thorney                               |
| Jóban jó              | Ferencz Orsolya Tóth Tamás                | Joy, Joy, Joy        | Rachel Oldfield                                                  |
| Álom dal              | Ferencz Orsolya Tóth Tamás Wittmann Tímea | Dream song           | Lis Soderberg Rachel Oldfield Carl Lenox Tim Thorney Tom Thorney |

## Televíziós megjelenések
HBO, Minimax